# Krmed
Krmed – wieś w Chorwacji, w żupanii istryjskiej, w gminie Bale. W 2011 roku liczyła 77 mieszkańców.